# Michael Walker, Baron Walker of Aldringham

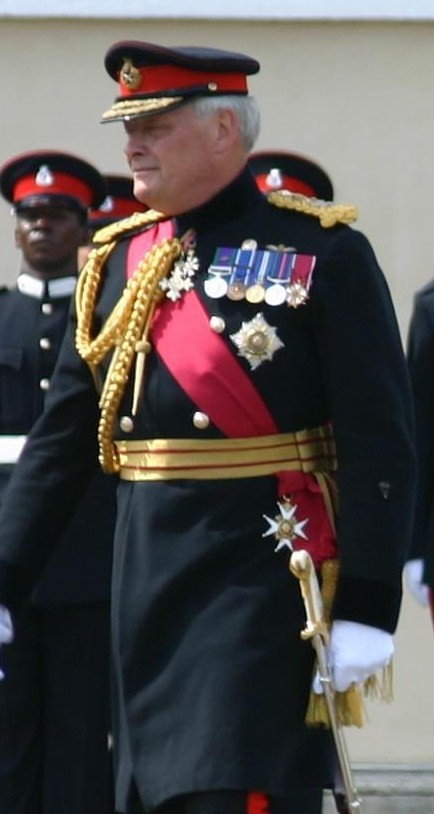
Walker bei einer Inspektion im März 2011

Michael John Dawson Walker, Baron Walker of Aldringham CMG, GCB, CBE, DL (* 7. Juli 1944 in Salisbury) ist ein Feldmarschall der British Army und Life Peer. Er war von 2003 bis 2006 Chef des britischen Verteidigungsstabes.

## Militärische Karriere
Walker besuchte Schulen in Bulawayo und in Bradford. Seine Militärkarriere begann mit dem Besuch der Royal Military Academy Sandhurst. 1966 wurde er in ein Infanterieregiment aufgenommen, in dem er zunächst Second Lieutenant und ab 1968 Lieutenant war. Zwei Jahre war er in Zypern stationiert, ehe er im Nordirlandkonflikt eingesetzt wurde. Nach einem Besuch des Staff College in Camberley wurde er 1972 zum Captain befördert und kam in das Verteidigungsministerium des Vereinigten Königreichs. 1976 wurde er zum Major befördert und war von 1976 bis 1978 Kompaniechef einer in Tidworth in Wiltshire stationierten Einheit. 1982 wurde er zum Lieutenant Colonel befördert. Bis 1985 war er militärischer Assistent des Chefs des Generalstabes. 1987 war er in Nordirland eingesetzt und wurde für seine dortigen herausragenden Leistungen mentioned in despatches. Er wurde noch im selben Jahr unter Auslassung des Rangs eines Colonel direkt zum Brigadier befördert. Nach kurzer Stationen in Gibraltar kam er zur, in Sennelager stationierten, 20. Panzerbrigade, die er von 1987 bis 1989 kommandierte. Es folgte die Berufung zum Stabschef des I. Korps bis 1991.
1991 wurde er zum Major-General befördert. Als Kommandeur der 2. Infanteriedivision nahm er am Zweiten Golfkrieg teil. Nach der Beförderung zum Lieutenant-General 1994 wurde er Kommandeur des Allied Command Europe Rapid Reaction Corps. Im Balkan führte er die Implementation Force, ehe er im Anschluss begann im Generalstab zu arbeiten. Im Jahr 1997 erfolgte die Beförderung zum General und die Ernennung zum Oberbefehlshaber des Land Command. Ab 2000 war er Chef des Generalstabes und ab 2003 Chef des Verteidigungsstabes. 2006 ging er in den Ruhestand. Von 2006 bis 2011 leitete Walker das Royal Hospital Chelsea. Am 19. Dezember 2006 wurde er als Baron Walker of Aldringham, of Aldringham in the County of Suffolk, zum Life Peer erhoben und ist dadurch seither als Crossbencher Mitglied des House of Lords. 2007 wurde ihm das Zeremonialamt des Deputy Lieutenant von Greater London verliehen. 2014 wurde ihm der Ehrenrang eines Field Marshal verliehen.

### Orden und Ehrenzeichen
- 1984: Officer des Order of the British Empire
- 1991: Commander des Order of the British Empire
- 1995: Knight Commander des Order of the Bath
- 1996: Companion des Order of St. Michael and St. George
- 1999: Knight Grand Cross des Order of the Bath
- Commander der Legion of Merit (USA)

## Privates
Er ist verheiratet und hat drei Kinder.